# Maxime Boucheron
René Maximilien Boucheron, dit Maxime Boucheron, né à Paris le 9 mars 1846 et mort à Paris 16e le 8 novembre 1896, est un auteur dramatique et chansonnier français.

## Biographie
Fonctionnaire à la Préfecture de Paris, il devient rédacteur au Figaro où il s'occupe des critiques théâtrales. Ses pièces ont été représentées sur les plus grandes scènes parisiennes du XIXe siècle : Théâtre des Folies-Dramatiques, Théâtre de la Renaissance, Théâtre des Variétés etc.
Il est inhumé au cimetière du Père-Lachaise (47e division).
En 1927, un roman de Joachim Renez paru chez Logier frères est une adaptation de la pièce Miss Helyett. Il est suivi en 1933 du film Miss Helyett de Hubert Bourlon et Jean Kemm.

## Œuvres
- Le Droit du seigneur, opéra-comique en 3 actes, avec Paul Burani, 1878
- Le Billet de logement, opéra-comique en 3 actes, avec Paul Burani, 1879
- Le Ménage Popincourt, vaudeville en 1 acte, avec Hippolyte Raymond, 1880
- Le Voyage en Amérique, fantaisie-opérette en 4 actes, avec Hippolyte Raymond, 1880
- Le Petit Parisien, opéra-comique en 3 actes, avec Paul Burani, 1882
- L'Ami d'Oscar, opéra-comique en 1 acte, musique d"André Martinet, 1883
- Le Bouquet de violettes, opéra-comique en 1 acte, avec Georges Grisier, 1883
- Chanson du Point du jour, paroles de Maxime Boucheron et Georges Grisier, musique d'André Martinet, 1887
- Cocard et Bicoquet, comédie-vaudeville en 3 actes, avec Hippolyte Raymond, 1888
- La Divine Comédie... française, 1888
- La Légende du magyar, opéra-comique en 3 actes, musique d'Amédée Godard (de), 1888
- Mimi, vaudeville en 3 actes, avec Hippolyte Raymond, 1888
- La D'moiselle, du téléphone, paroles de Maxime Boucheron, musique d'André Martinet, 1890
- Le Roi des bonneteurs, Marpon et Flammarion, 1890
- Le Mitron, vaudeville-opérette en 3 actes, avec Antony Mars, 1891
- Maldonne, comédie-bouffe en 1 acte, 1891
- Miss Helyett, opérette en 3 actes, musique d'Edmond Audran, 1891
- Sainte Freya, opéra-comique en 3 actes, musique d'Edmond Audran, 1892
- Article de Paris, opérette en 3 actes, musique d'Edmond Audran, 1892
- Les Forains, opérette en 3 actes, avec Antony Mars, musique de Louis Varney, 1894
- La Duchesse de Ferrare, opérette en 3 actes, musique d'Edmond Audran, 1895
- Tante Agnès, opérette-bouffe en 2 actes, musique de Frédéric Toulmouche, 1896
- Le Pèlerinage, comédie en 4 actes, avec Maurice Ordonneau, 1895